# Orcet
Orcet är en stad och kommun i departementet Puy-de-Dôme i regionen Auvergne-Rhône-Alpes i centrala Frankrike. År 2022 hade Orcet 2 867 invånare. Invånarna kallas Orcétois.
De första bosättningarna på denna plats ägde rum omkring år 2500 f.Kr. Stadens kyrka härstammar från 1100-talet.

## Befolkningsutveckling
Antalet invånare i kommunen Orcet
| Referens: INSEE |